# ルシディティ
『ルシディティ - Lucidity』は、ディレインが発表したデビュー・アルバム。2006年9月4日にオランダのロードランナー・レコード・ネーデルランドから発表され、以後2007年にかけて世界各国で順次発売された。
中心人物のマタイン・ウェスターホルトが元WITHIN TEMPTATIONだったという名声に加え、マルコ・ヒエタラ(NIGHTWISH)、リヴ・クリスティン(Leaves' Eyes,)、シャロン・デン・アデル(WITHIN TEMPTATION)ほか多彩なゲスト・ミュージシャンが話題になった。

## 収録曲
1. セヴァー - Sever
2. フローズン - Frozen
3. シルエット・オヴ・ア・ダンサー - Silhouette Of A Dancer
4. ノー・コンプライアンス - No Compliance
5. シー・ミー・イン・シャドウ - See Me In Shadow
6. シャタード - Shattered
7. ザ・ギャザリング - The Gathering
8. デイライト・ルシディティ - Daylight Lucidity
9. スリープウォーカーズ・ドリーム - Sleepwalkers Dream
10. ア・デイ・フォー・ゴースツ - A Day For Ghosts
11. プリスティン - Pristine

ボーナス・トラック
12. (Deep) Frozen
13. Silhouette Of A Dancer (acoustic)

## 参加ミュージシャン
- Charlotte Wessels - ボーカル
- Martijn Westerholt - キーボード
- Sharon den Adel (WITHIN TEMPTATION) – ボーカル
- George Oosthoek – ボーカル
- Liv Kristine (Leaves' Eyes, ex-Theatre Of Tragedy) – ボーカル
- Ad Sluijter(EPICA) – ギター
- Jan Yrlund (ex-Lacrimosa) – ギター
- Guus Eikens (ex-Orphanage) – ギター
- Marco Hietala (NIGHTWISH) – ベース、ボーカル
- Ariën van Weesenbeek(EPICA) – ドラムス
- Rupert Gillet - チェロ